# Dao động Tây Địa Trung Hải
Dao động Tây Địa Trung Hải (WeMO hoặc WeMOi) là một chỉ số đo sự khác biệt giữa áp suất khí quyển tiêu chuẩn được ghi nhận tại Padua (45,40° vĩ bắc, 11,48° kinh đông) ở miền bắc Italy và San Fernando, Cádiz (36,28° vĩ bắc, 6,12° kinh tây) ở tây nam Tây Ban Nha. Trong khi Padua là khu vực có độ biến thiên khí áp tương đối cao do ảnh hưởng của xoáy nghịch Trung Âu thì San Fernando thường chịu ảnh hưởng của Vùng áp cao Azores.
Chỉ số này đã được đề xuất như là một kết nối từ xa bởi các nhà nghiên cứu trong Nhóm Khí hậu học tại Đại học Barcelona, đưa ra một giải pháp thay thế cho NAO được biết đến rộng rãi hơn để nghiên cứu sự biến động lượng mưa ở miền đông Tây Ban Nha, ở các khu vực như Catalonia, Valencia và Murcia.
Mô hình khí áp WeMOi được một số nhà khí hậu học tin rằng có liên quan đến nguyên nhân, và do đó có thể dự đoán một phần về sự thay đổi lượng mưa ở phía đông của Bán đảo Iberia. Pha dương của WeMOi thường cho thấy một xoáy nghịch trong khu vực vịnh Cádiz và vùng áp thấp bởi biển Liguria trong khi một pha âm WeMOi sẽ thể hiện một vùng áp thấp ở vịnh Cádiz và xoáy nghịch ở Trung Âu. Trong pha dương, những cơn gió thịnh hành ở Bán đảo Iberia thường là Tây và Tây Bắc, bắt nguồn từ khu vực Bắc Đại Tây Dương; những cơn gió này, tại thời điểm đến phía đông của Bán đảo, đã đi qua các khu vực lục địa của bán đảo, vì vậy chúng trở nên khô và ấm (gió tây) hoặc mát hơn nhưng không kém phần khô ráo (gió tây bắc). Ngược lại, pha âm của WeMOi có liên quan đến những luồng không khí ẩm đã đi qua Địa Trung Hải; do đó, những thứ này chứa đầy hơi ẩm khi chúng đến phía đông của bán đảo Iberia, dẫn đến giáng thủy gia tăng, đôi khi xối xả, trong khu vực này.